# برند هوین
برند هوین (انگلیسی: Bernd Höing؛ زادهٔ ۴ مارس ۱۹۵۵) قایقران روئینگ اهل آلمان شرقی بود.